# 크리스 매스터스
크리스 매스터스(Chris Masters)는 본명은 크리스토퍼 토드 모데츠키(Christopher Todd Mordetzky, 1983년 1월 8일 ~ )는 미국의 남자 프로레슬링선수이다.